# Seznam francoskih baletnikov
Seznam francoskih baletnikov.

## B
- Jean Ballon

## C
- Jean Coralli

## D
- Jean Dauberval

## P
- Marius Petipa

## V
- Gaetano Appolino Baldassare Vestris